# Hubert Proulx
Hubert Proulx est un acteur québécois né en septembre 1978 dans la région de Lévis. Il fait ses études 
à l'école secondaire Les Etchemins de Charny.

## Filmographie

### Télévision
- 1996 : Virginie : Bobby Rajotte
- 2001-2008 : Ramdam : Charles
- 2003 : Fortier : Mathieu
- 2005 : Nos étés : Gilles
- 2007 : Les Étoiles filantes : Robert « Bobby » Tanguay
- 2011-2015 : 19-2 : Richard
- 2012 : Unité 9 : Serge, frère de Jeanne Biron
- 2014-2016 : Les Jeunes Loups : Patrice Picard
- 2016 : St-Nickel : Alain Legrand
- 2016 : District 31 : Shawn Davis (3 épisodes)
- 2018-2024 : Léo : Pouliot
- 2020 : C'est comme ça que je t'aime : un des frères Cousineau
- 2021 : Lou et Sophie (saison 1) : Philippe, le père de Lou
- 2022 : Indéfendable : Pierre Poirier
- 2023 : Mégantic : sergent Luc Carignan
- 2023 : Détective Surprenant : La fille aux yeux de pierre : Dr Bernard Samoisette[2]

### Cinéma
- 2006 : La Vie secrète des gens heureux de Stéphane Lapointe : Louis, ami de Thomas
- 2007 : La Capture de Carole Laure : complice Hubert
- 2007 : Toi (en) de François Delisle : homme dans la boîte de nuit
- 2008 : Borderline de Lyne Charlebois : Antoine
- 2009 : De père en flic d'Émile Gaudreault : Jeff Tremblay
- 2010 : Les Lignes ennemies (moyen métrage) de Denis Côté : Antoine
- 2016 : Chasse-Galerie : La légende de Jean-Philippe Duval : Baptiste
- 2019 : Répertoire des villes disparues de Denis Côté : Pierre
- 2019 : Vivre à 100 milles à l'heure de Louis Bélanger : Jean-Claude
- 2024 : Tous toqués! de Manon Briand : éleveur de poules en liberté